# Барс (хоккейный клуб, Ташкент)
«Барс» (узб. «Bars» Toshkent xokkey klubi / «Барс» Тошкент хоккей клуби) — узбекистанский хоккейный клуб из города Ташкент — столицы Узбекистана. Основан в конце 2012 года.
В январе 2013 года участвовал в первом в истории розыгрыше Узбекской хоккейной лиги. По итогам первого круга (второй круг не был проведён и фактически чемпионат отменён), занимал первое место среди четырёх команд, с 5 очками. Является фактическим победителем Узбекской хоккейной лиги 2013.